# La Portelleta (Sanaüja)
La Portelleta és un portal del municipi de Sanaüja (Segarra) que forma part de l'Inventari del Patrimoni Arquitectònic de Catalunya.

## Descripció
És un antic portal d'accés al nucli urbà format per un arc escarser adovellat, que condueix a un pas parcialment cobert per sis arcs escarsers. Aquesta sèrie d'arcs estan fets amb carreus de pedra regulars amb el punt d'arrencada des dels murs annexos, fets amb carreus de grans dimensions. Originàriament, l'espai entre els arcs estava cobert per grans blocs de pedra de forma rectangular, actualment conservats parcialment.